# Orient-Buche

Blätter

Die Orient-Buchen (Fagus orientalis im weiteren Sinne) sind Bäume aus der Gattung der Buchen (Fagus). Sie sind unterschiedlich nah verwandt mit der Rotbuche (Fagus sylvatica) und umfassen drei morphologisch und genetisch trennbare Arten, die Orient-Buche im engeren Sinn, Fagus orientalis, die kaukasische oder Hohenackers Buche, Fagus hohenackeriana Palib., und die Kaspische Buche, Fagus caspica Denk & G.W.Grimm; historisch werden sie auch als deren Unterart Fagus sylvatica subsp. orientalis (Lipsky) Greuter & Burdet beschrieben.

## Beschreibung

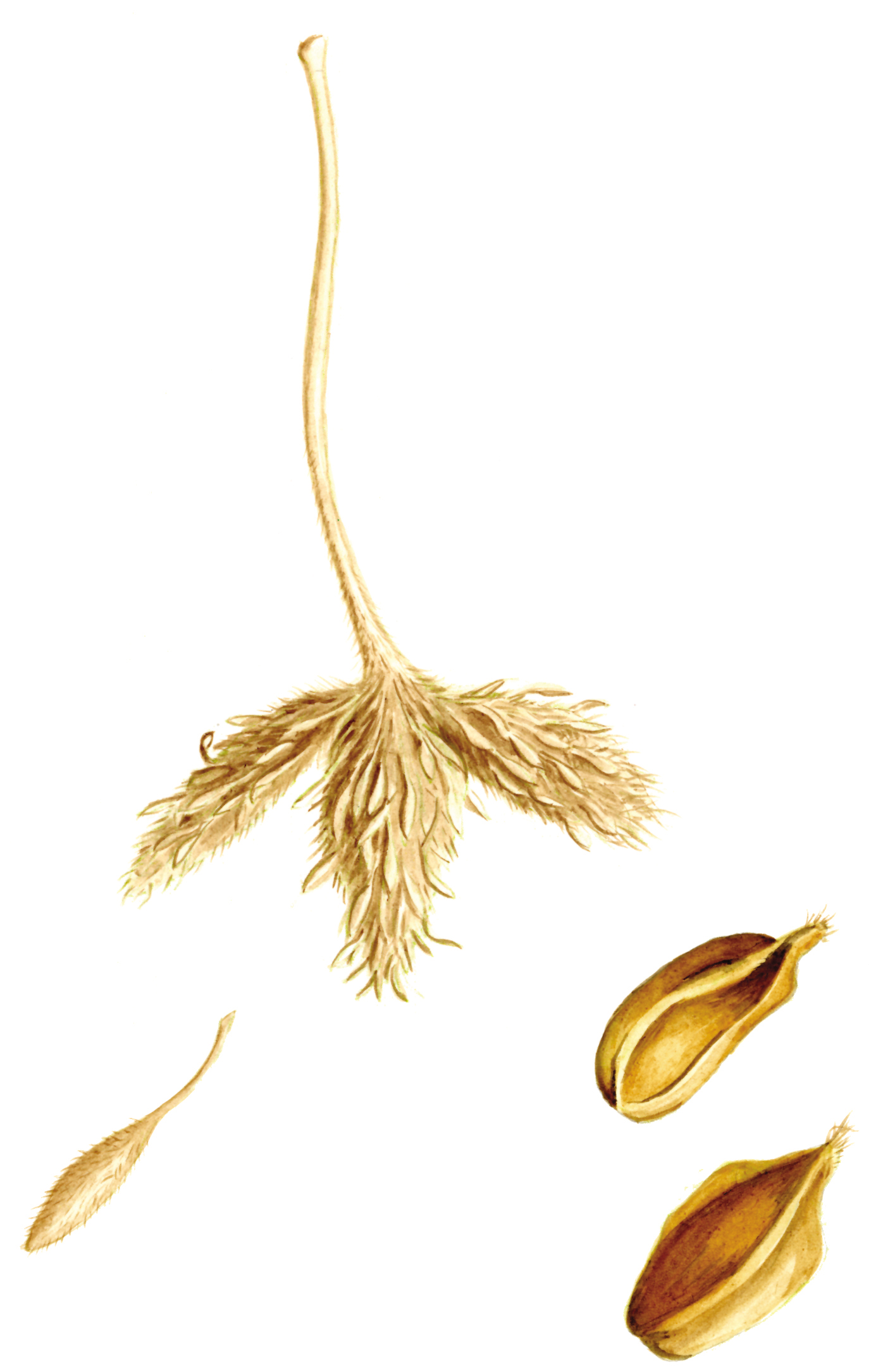
Illustration: Fruchtbecher (Cupula) mit spatelförmigen Schuppen und kantigen Nüsschen. EUFORGEN Technical guidelines for genetic conservation and use

Die laubabwerfenden Orient-Buchen sind Waldbäume mit Wuchshöhen bis 40 Meter (sogar bis über 50), sie ist damit etwas höher als die gewöhnliche Rotbuche (Fagus sylvatica), die meist nur 30 Meter Wuchshöhe erreicht. Der Brusthöhendurchmesser des Stamms erreicht über 1 Meter, selten bis über 2 Meter. Wie Fagus sylvatica besitzt sie eine graue, glatte Rinde, die oft etwas heller ist als bei dieser. Die spitzen Knospen erreichen etwa 20 (15–30) Millimeter Länge.
Die wechselständigen, kurz gestielten Laubblätter sind im Umriss von eiförmig über lanzettlich bis verkehrt-eiförmig und am Apex zugespitzt; die Blattform ist bei den Orient-Buchen häufiger verkehrt-eiförmig als bei der Rotbuche. Der Blattrand ist meist ganzrandig und glatt bis wellig, insbesondere bei Populationen aus den östlichen Teilen des Verbreitungsgebiets (Fagus caspica) können aber insbesondere Schattenblätter einen deutlich gezähnten Blattrand aufweisen. Die Blätter erreichen meist 8 bis 12 cm (14 cm in Fagus hohenackeriana) Länge, selten bis zu 16–17 cm (Fagus orientalis, Fagus caspica) bzw. 19 cm (Fagus hohenackeriana) mit 7 bis 12 Paaren von Seitennerven, typischerweise 1 bis 2 mehr in Fagus caspica; sie sind damit größer als diejenigen von Fagus sylvatica. Sie sind papierartig dünn bis ledrig. Reife Blätter sind auf der Unterseite entlang der Mittelrippe und in den Achseln der Seitennerven behaart, seltener sind sie kahl oder fast kahl. Der Blattrand und die Spreite junger Blätter ist seidig behaart.
Die männlichen Blüten sitzen in hängenden, büschelartigen Blütenständen, die Blütenhülle (Perianth) ist vier- bis sechslappig und meist nur wenig tief eingeschnitten, meist sind die Zipfel nur halb so lang wie die Röhre, mit meist 12 (von 8 bis 16) Staubblättern. Die weiblichen Blüten sitzen zu zweien, jede mit drei Narben, sie sind von vier Hüllblättern umgeben, die bei Fruchtreife verholzen und eine vierlappige becherförmige Hülle, Fruchtbecher oder Cupula genannt, ausbilden, in der jeweils zwei Früchte (Bucheckern) sitzen. Die geflügelten Nüsschen sind etwa so lang wie die Cupula. Wichtigstes unterscheidendes morphologisches Merkmal zur Rotbuche sind die Schuppen außen auf der Cupula. Diese sind, zumindest zur Spitze hin, abgeflacht und deutlich spatelförmig. Eine Besonderheit der Orient-Buche i. e. S. (F. orientalis) ist, dass diese einen langen, immergrünen Anhang tragen können.
Die Chromosomenzahl beträgt 2n = 24, seltener 22 oder 34.

## Verbreitung

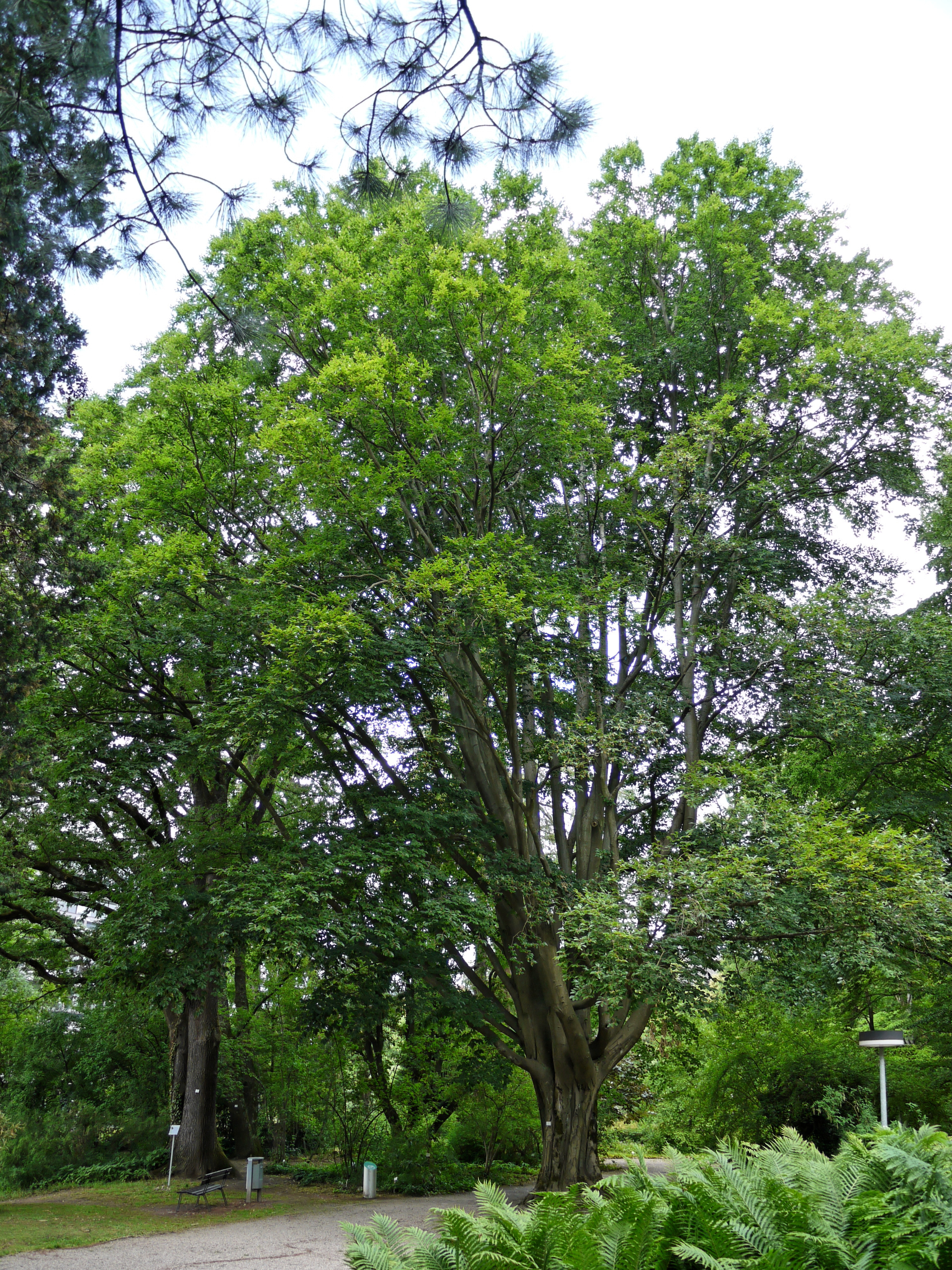
Um 1914 gepflanzte Orient-Buche als Parkbaum im Botanischen Garten Freiburg

Zweig der Orient-Buche mit Früchten

Die Orient-Buchen kommen auf dem südöstlichen Balkan, in Kleinasien, Nordpersien und im Kaukasus vor allem als Baum der Bergwälder von Meereshöhe (Longos-Wälder, Tschorochi-Delta, südöstliches Georgien) bis 2100 Höhenmetern vor. Die westliche Art im Anschluss an das geschlossene Verbreitungsgebiet von Fagus sylvatica, den Rotbuchen, ist Fagus orientalis i. e. S. Ihre europäischen Vorkommen liegen an der bulgarischen Schwarzmeerküste, im Nordosten Griechenlands (östliche Rhodopen) und der europäischen Türkei. In der Kontaktzone bevorzugt sie die wärmeren und trockeneren Standorte. Fagus orientalis kommt in einem geschlossenen Gebiet südlich des Marmarameers im asiatischen Teil und von da an ostwärts in den Gebirgen entlang der Schwarzmeerküste (Pontisches Gebirge) vor. Der Übergang zu Fagus hohenackeriana liegt vermutlich etwas auf der Höhe von Amasya und Samsun. Die Orient-Buchen der Nordosttürkei, des Kleinen und Großen Kaukasus (Georgien, Armenien, Ciskaukasien, nördliches Aserbaidschan) gehören zur Art Fagus hohenackeriana. Geografisch und genetisch deutlich getrennt von Fagus hohenackeriana, Fagus orientalis i. e. S. und Fagus sylvatica sind die östlichsten Populationen der Orient-Buchen in den Bergen (Talysch-Gebirge, Elburs-Gebirge) südlich des Kaspischen Meers, 2024 als neue Art beschrieben: Fagus caspica, die Kaspische Buche. Isolierte, inselartige Vorkommen weitab davon gibt es zudem auf der Halbinsel Krim nördlich des Schwarzen Meeres (Krim-Buche, möglicher Hybrid zwischen Orient- und Rotbuchen) und im Amanosgebirge an der türkischen Mittelmeerküste (mit einzigartigem genetischem Profil, möglicherweise ein Hybrid zwischen Orient-Buche i. e. S. und Hohenackers Buche oder eine Reliktpopulation).
In den Gebirgen der türkischen Schwarzmeerküste steigen sie bis auf 2200 Meter ü. NN. Sie wächst in Mischwäldern mit der Nordmann-Tanne, mit Eichen und Kiefern. Im Westen des Verbreitungsgebietes (östliche Rhodopen) kommen Hybriden mit der Rotbuche vor; der Übergang zwischen Fagus orientalis und Fagus hohenackeriana in der Nord-Türkei ist noch nicht exakt bestimmt. In Mitteleuropa werden Orient-Buchen als Parkbäume gepflanzt. Die Orient-Buchen gehören zu den wüchsigsten und forstwirtschaftlich bedeutendsten waldbildenden Laubbäumen Kleinasiens und benachbarter Regionen. In Deutschland gibt es einige Versuchsanbauflächen mit der Orient-Buche, z. B. im Steigerwald.

## Verwendung
Das Holz der Fagus orientalis ist schwer, hart, stark und widerstandsfähig. Diese Eigenschaften machen es für das Dampfbiegen geeignet. Das Holz eignet sich gut als Brennholz und kann für Furnier und Sperrholz, Spanplatten auch für Holzkonstruktionen, Möbel, Bodenbeläge, Grubenholz, Eisenbahnschwellen und zur Papierherstellung verwendet werden.
Die Orientbuche zeigt ein eher langsames Jugendwachstum, sie erreicht maximale Zuwachsraten etwa mit 30 bis 40 Jahren (in Schattlagen bis 60) und wächst unter günstigen Bedingungen weiter bis zum Alter von ca. 100 Jahren, danach findet kein substantieller Zuwachs mehr statt. Auf ungünstigeren Standorten mit langsamem Jugendwachstum kann der Zuwachs bis zum Alter von ca. 200 Jahren anhalten. Die Art besitzt hell gefärbtes Holz, das Kernholz ist oft rötlich. In der Verwendung unterscheidet es sich nicht sehr vom Holz der gewöhnlichen Rotbuche, es ist besonders gut als Brennholz geeignet. Auch bei der Orientbuche kann aus den Bucheckern ein für die menschliche Ernährung verwendbares Öl gepresst werden.
Die Art treibt nach dem Fällen oft vegetativ aus dem Stumpf aus, die so gewachsenen Stämme sind allerdings forstlich minderwertig. Sie kann durch Aussaat der Bucheckern vermehrt werden. Diese vertragen allerdings bei Zimmertemperaturen keine Austrocknung, sie können bei geringem Frost wenige Jahre aufbewahrt werden. Sie durchlaufen eine obligate Keimruhe von 9 bis 14 Wochen bei kühlen Temperaturen. Eine Vermehrung über Stecklinge ist nicht möglich. Wichtigster forstlicher Schädling ist der parasitische Pilz Phytophthora omnivora.
Die Blätter werden im Kaukasus gegessen und für Sarma verwendet.

## Taxonomie und Systematik

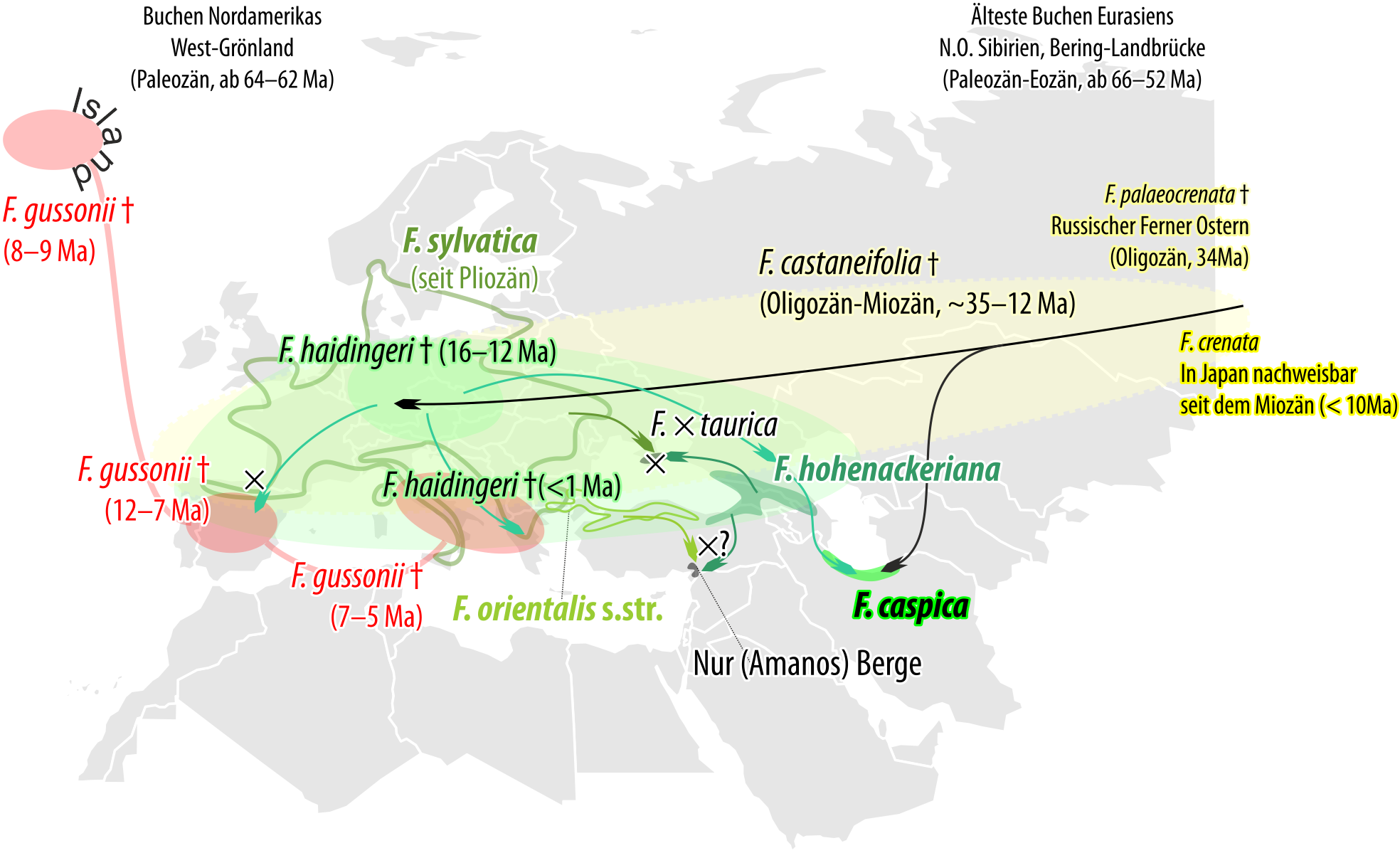
Ausbreitung der Buche nach Westen seit dem Oligozän und ihre Aufspaltung in die heutigen Arten. Nach Schulze & Grimm (2022) und Denk et al. (2024).

Die Orient-Buche wurde 1895 von dem ukrainischen Botaniker Wladimir Ippolitowitsch Lipski im Artrang beschrieben. Vorher hatte bereits Augustin-Pyrame de Candolle für die östlichen Buchen eine Varietät asiatica unterschieden. Seit Anfang des 20. Jahrhunderts war der taxonomische Status umstritten. Meist wurde sie als Fagus sylvatica subsp. orientalis, also im Rang einer Unterart, gefasst, so zum Beispiel in der Flora Europaea. Rotbuchen und Orient-Buchen können frei miteinander hybridisieren, anhand des Pollens lassen sich Buchenarten innerhalb derselben Untergattung nicht voneinander unterscheiden. Viele Botaniker und Forstleute betrachteten die Orient-Buchen dennoch eher als getrennte Art; auffällig ist, dass die Orient-Buchen weder morphologisch noch genetisch homogen sind und innerhalb der Orient-Buchen Populationen zu finden sind die mehr oder weniger ähnlich den Rotbuchen sind. Neuere genetische Untersuchungen, bei denen erstmals Material aus dem gesamten Verbreitungsgebiet der Orient-Buchen berücksichtigt wurde, belegen, dass Rot- und Orient-Buchen genetisch klar getrennt sind und innerhalb der Orient-Buchen nur die westlichen Populationen (Fagus orientalis i. e. S.) die Schwesterart der Rotbuchen bilden. Die Populationen des Kaukasus und südlich des Kaspischen Meeres sind sowohl von den Rotbuchen (Fagus sylvatica), ihren westlichen Vettern (Fagus orientalis) als auch untereinander weitgehend isoliert. Da die Buchen des westlichen Eurasiens sich von Osten her nach Europa hin ausgebreitet haben, kann davon ausgegangen werden, dass die erste Aufspaltung die Buchen der hyrkanischen Wälder, des Iran und südlichen Aserbaidschans (Fagus caspica), von den westlich verbreiteten (Fagus hohenackeriana, Fagus orientalis, Fagus sylvatica) getrennt hat (Euxinisch-Mediterrane Linie). Danach kam es zur Trennung der Populationen östlich (Fagus hohenackeriana) und westlich (Fagus orientalis + Fagus sylvatica) des Schwarzen Meeres bzw. dessen Vorläufers, den westlichsten Ausläufern der Paratethys. Der letzte Artbildungsprozess, die Trennung von Rotbuche (Fagus sylvatica) und Orient-Buche i. e. S. (Fagus orientalis) fand im frühen Pleistozän statt. Dabei stand Fagus orientalis noch länger, oder steht noch, im Austausch mit den westlichen Populationen von Fagus hohenackeriana. Fagus hohenackeriana wiederum zeigt von allen Buchenarten des westlichen Eurasiens die höchste genetische Heterogenität, was ein Hinweis sein kann auf laufende Artbildungsprozesse. In der traditionellen Auffassung wäre die Orient-Buche paraphyletisch. Die Unterscheidung von drei Arten der Orient-Buche reflektiert demgegenüber die Stammesgeschichte sowie die relativ hohe genetische und morphologische Differenzierung innerhalb der Orient-Buchen.

### Mögliche Hybridisierung mit Rotbuchen und untereinander
Auf dem Balkan, insbesondere in Bulgarien und im östlichen Griechenland, gibt es ausgedehnte Populationen der Rotbuchen, die in den morphologischen Merkmalen intermediär zu den anschließenden Orient-Buchen (Fagus orientalis i. e. S.) sind; diese wurden (in Bulgarien) als Mösische Buche Fagus moesiaca (K. Malý) Czeczott formal beschrieben (nach dem antiken Moesia benannt). Auch die Buchen der Gebirge der Halbinsel Krim besitzen eine Morphologie mit Merkmalen zwischen denjenigen der Orient-Buchen und der Rotbuche, sie wurden als Fagus ×taurica Popl. gefasst (benannt nach Tauris, dem antiken Namen der Krim). Bei beiden wurde seit langer Zeit eine Entstehung aufgrund von Hybridisierung zwischen Rotbuche und Orient-Buche vermutet. Nach neueren genetischen Erkenntnissen geht vermutlich nur Fagus taurica tatsächlich auf eine Hybridisierung zurück, während die intermediären Buchen des Balkan (Fagus moesiaca) in ihrer Merkmalsausprägung schon im Ursprung intermediär waren, also auf eine unvollständige Sortierung der Schwesterarten Fagus sylvatica und Fagus orientalis i. e. S. bzw. ihrer Merkmale verweisen. Genetisch, als auch blattmorphologisch, fallen alle untersuchten Populationen von F. moesiaca in die Bandbreite von Fagus sylvatica.

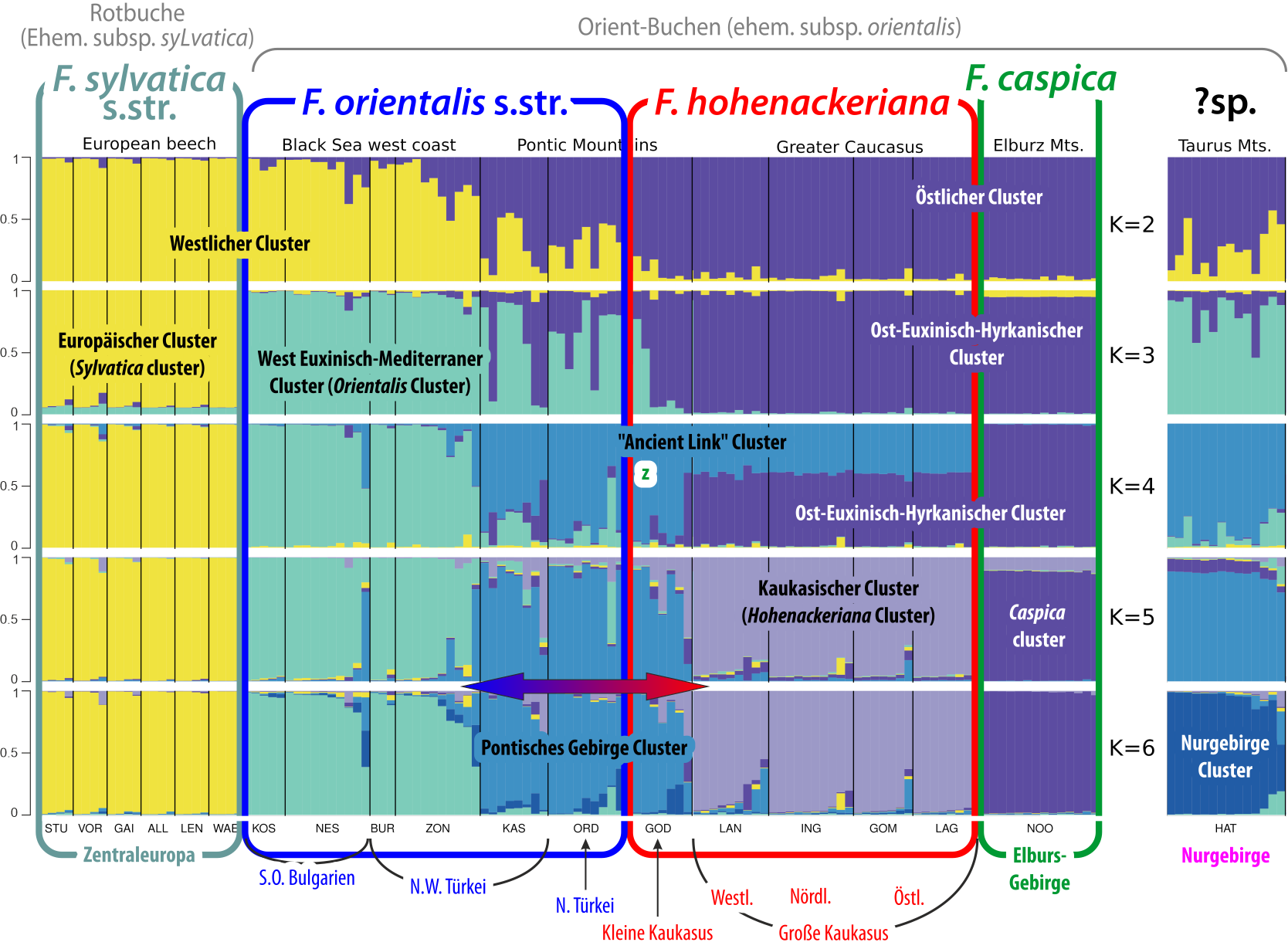
Genetische Clusteranalyse von Kurz et al. (2023) annotiert unter der Berücksichtigung des Artkonzepts von Denk et al. (2024). Balken der gleichen Farbe repräsentieren denselben genetischen Cluster (höhere genetische Ähnlichkeit) unter der Annahme das es zwei (k=2) bis secht (k=6) genetische Gruppen gibt.

Eine Besonderheit sind auch die Buchen des Nurgebirge in der südlichen Türkei (Provinz Hatay) an der Grenze zu Libanon und Syrien. Morphologisch lassen sie nicht klar einer der drei Arten zuordnen. Nach den Isoenzym-Daten von Gömöry & Paule (2010) könnten sie hybriden Ursprungs sein (Fagus orientalis × Fagus hohenackeriana). Sie verfügen über erhöhte Heterozygität in nukleären Allelen, was ein Anzeichen für hybriden Ursprung sein kann. In der Analyse von Kurz et al. (2023) bilden sie jedoch einen eigenen genetischen Cluster innerhalb der östlichen Buchen.